# Words for the Dying
Words for the Dying är ett soloalbum av den tidigare The Velvet Underground-medlemmen John Cale, utgivet 1989. Albumet producerat av Brian Eno och släpptes under etiketten Opal Records/Warner Bros. Records.

## Låtlista
1. Introduction - 1:45
2. There Was A Saviour Interlude I - 9:35
3. On A Wedding Anniversary - 5:00
4. Interlude II - 4:45
5. Lie Still, Sleep Becalmed - 4:18
6. Do Not Go Gentle Into That Good Night - 5:25
7. Songs Without Words I - 2:40
8. Songs Without Words II - 1:50
9. The Soul Of Carmen Miranda - 3:20

## Medverkande
- John Cale − sång, keyboard, gitarr, bas, viola
- The Orchestra of Symphonic & Popular Music of Gostelradio, Russia
- The Choristers of Llandaff Cathedral Choir, Llandaff, Cardiff, South Wales
- Brian Eno − keyboard
- Nell Catchpole − viola